# El currante
El currante es una película española, estrenada el 9 de mayo de 1983, dirigida por Mariano Ozores y protagonizada por Andrés Pajares, Antonio Ozores y María Casanova, entre otros.

## Argumento
Manolo Alcores (Andrés Pajares) es un pluriempleado nato: cobra el paro, aunque al mismo tiempo consigue ganar dinero realizando todo tipo de chapuzas: albañilería, fontanería, electricidad... Sin embargo todas sus ganancias desaparecen en cuanto las ingresa, porque Manolo guarda un secreto: su pequeña hija está interna en uno de los mejores colegios de Madrid, y piensa que su padre es un alto ejecutivo. Los problemas se agudizan cuando el colegio debe cerrar sus puertas y la niña debe ir a vivir con su padre. Manolo conseguirá, no sin dificultades, mantener la ficción ante los ojos de su hija.

## Reparto
| Intérprete              | Personaje                    |
| ----------------------- | ---------------------------- |
| Andrés Pajares          | Manolo Alcores               |
| Antonio Ozores          | Don Fabián                   |
| María Casanova          | Victoria                     |
| Jenny Llada             | Elvira                       |
| Tomás Zori              | Obrero                       |
| Beatriz Carvajal        | Loli                         |
| Beatriz Escudero        | Petra                        |
| María Adánez            | Yolanda Bermejo              |
| Ricardo Merino          | Don Ramiro                   |
| Emiliano Redondo        | Aspirante a Director General |
| Arévalo                 | Rigoberto                    |
| María Luisa Armenteros  | Doña Engracia                |
| Emma Ozores             | Flora                        |
| Florinda Chico          | Doña Angustias               |
| Rafael Alonso           | Antonio Bermejo              |
| Juanito Navarro         | Capataz                      |
| Nadine Rochex           | Mujer en el Rent a Car       |
| Francisco Camoiras      | Obrero                       |
| Emilio Fornet           | Don Senen                    |
| Fernando Esteso         | Justo                        |
| Adrián Ortega           | Maitre                       |
| María Angeles Fernández | María Alcores                |
| José Yepes              | Obrero                       |
| Miguel Caiceo           | Mecánico                     |
| José María Carrero      |                              |
| Carlos Martínez         |                              |
| Miguel A. Pascual       |                              |

## ¿Dónde se rodó?
Madrid